# Chuluunkhoroot, Dornod
Chuluunkhoroot (tiếng Mông Cổ: Чулуунхороот) là một sum của tỉnh Dornod tại miền đông Mông Cổ. Vào năm 2009, dân số của sum là 1.609 người.

## Địa lý
Sum có diện tích khoảng 6.539 km2. Trung tâm sum, Ereentsav, nằm cách tỉnh lị Choibalsan 240 km và thủ đô Ulaanbaatar 885 km.

### Khí hậu
Chuluunkhoroot có khí hậu lục địa. Nhiệt độ trung bình hàng năm tại đây là 2 °C. Tháng ấm nhất là tháng 7, khi nhiệt độ trung bình là 26 °C và lạnh nhất là tháng 1, với -25 °C.  Lượng mưa trung bình hàng năm là 415 milimét. Tháng mưa nhiều nhất là tháng 6, với lượng mưa trung bình 124 mm và khô nhất là tháng 2, với lượng mưa 4 mm.

## Kinh tế
Sum có một trường học, bệnh viện và nhà văn hóa.